# Lago Mai-Ndombe
El lago Mai-Ndombe (del francés: Lac Mai-Ndombe)  es un gran lago africano de agua dulce localizado en la provincia de Bandundu, en el oeste de la República Democrática del Congo. Desagua hacia el sur a través del río Fimi en los ríos Kasai y Congo.  Conocida hasta 1972 como el lago Leopoldo (en honor del rey Leopoldo II de Bélgica), Mai-Ndombe significa «agua negra» en lingala.  El lago tiene forma irregular y varía en profundidad de sólo 5 m (de media) hasta los 10 m (máxima). Cubre aproximadamente 2.300 km², y se sabe que aumenta en el doble o triple de su tamaño durante la temporada de lluvias.  Sus aguas son oxigenada a través de su profundidad y los rangos de pH van de 4,2 a 5,5.  Las costas bajas y boscosas que lo rodean tienen una densa selva ecuatorial húmeda, predominta en el norte, y un mosaico de bosques y sabanas al sur.
El 28 de noviembre de 2009, se informó de que dos barcazas se habían hundido causando la pérdida de 73 vidas.  El barco no estaba autorizado para transportar pasajeros, pero se cree que unas 270 personas iban a bordo en el momento.

## Biodiversidad
Los peces del lago Mai-Ndombe, aunque se presume que son similares a los del lago Tumba, han sido poco documentados.  Ya desde las primeras campañas de 1909-16 del biólogo belga-inglés George Albert Boulenger, el lago ha sido un lugar de continuos descubrimientos de nuevas especies.  En 1984 una nueva especie de cíclidos, Nanochromis transvestitus, llamado así por el hecho de que presenta dimorfismo sexual reversible , fue descubierto en el lago. En 2006 una nueva especie de cíclidos, Nanochromis wickleri, fue también descubierta, y en 2008 se ha documentado una nueva especie, Chrysichthys praecox.